# 予言王
予言王(よげんおう)は、1980年代後半に日本でロイヤルから販売されていた氷菓。

## 概要
味はメロン・オレンジ・ソーダの三種類が存在した。定価は1988年で50円。パッケージはビニール製で、内部におまけシールが1枚付属していた。

## 予言王シール
予言王率いる予言帝国、女神姫率いる女神帝国、帝王ギルド率いる暗黒帝国の三つの帝国の抗争を描いたストーリー。シール表面には三帝国の戦士や怪物が描かれており、戦士・怪物には「戦士」「異星人」などの種族が設定されていた。裏面には戦士・怪物の設定とライバルとなる戦士の弱点を予言の形で記した弱点予言が書かれていた。キャラクターは同様の他食玩シールと異なり八頭身のスマートな姿に描かれており、他社製品との差別化が図られていた。

### 予言帝国
- 予言王
- 妖神タンバ
- 鋼鉄将軍ダイアン
- 時空隊長マノン
- 超戦士ローン
- 激戦士トロン
- 魔術戦士ブード
- 鳥剣士ゼンホーク
- 大翼竜テラノード
- 飛行兵士バイオ
- 軟体獣人ブヨブ
- 軽戦士テスター
- 装甲兵ダイアーマ
- 音速闘士ピューガ
- 結晶魔人クスタル

### 女神帝国
- 女神姫
- 時空超人アエローン
- ダイノー博士
- 豪将軍バイケン
- 頭脳戦士ノーブレイン
- 護衛兵ガンツ
- 大甲虫ゲイト
- 妖虫人ミンセクト
- 妖魔獣コータ
- 鉄面騎士マーウ
- 女戦士アマン
- 光魔獣アメーザ
- 電子兵メタルメット
- 機銃兵士ガシンマン
- 強闘士ヤブトロン

### 暗黒帝国
- 帝王ギルド
- 流星怪人セドラー
- 強戦士ドーマン
- 獣戦士ライガ
- 蛇神ボア
- 殺刃戦士コモドア
- 暗黒門兵ギガー
- 妖剣士ノーマ
- 大空騎士グイッグル
- 竜騎兵ゴラドーン
- 暗黒憲兵キセラス
- 守護人セラミス
- 伝道士スエッガー
- 浮浪星人ガドラス
- 防衛戦士ジャドラー